# ده میان (لامرد)
ده میان (لامرد)، روستایی از توابع بخش اشکنان شهرستان لامرد در استان فارس ایران است.

## جمعیت
این روستا در دهستان اشکنان قرار دارد و بر اساس سرشماری مرکز آمار ایران در سال ۱۳۸۵، جمعیت آن ۲۵ نفر (۵ خانوار) بوده‌است.